# Ana Contreras
Ana Contreras Elvira (Burgos, 1971) es una directora de escena, investigadora, dramaturga y docente española.
Estudió en un colegio de monjas de Burgos, donde empezó a hacer papeles de la Virgen y de Santa Catalina de Siena y con 16 años se apuntó a la Escuela de Teatro de Burgos. En un viaje a Madrid, una de las obras que más le impactó es No me olvides de Philippe Genty. Más adelante se licenció en Derecho en la Universidad de Burgos y a continuación en Arte Dramático, en la especialidad de Dirección Escénica, en la RESAD, entidad de la que actualmente es profesora de esta especialidad.
En 2016 defendió su tesis La puesta en escena de la serie de comedias de magia del siglo XVIII Cuando hay falta de hechiceros lo quieren ser los gallegos y Asombro de Salamanca (1741-1775), de Nicolás González Martínez para doctorarse en Estudios Teatrales por la Facultad de Filología de la Universidad Complutense de Madrid.
Como directora de escena empezó dirigiendo Las criadas, de Jean Genet, y continuó dirigiendo, haciendo dramaturgias y escribiendo. Entre otras obras, dirigió Hamlett, dramaturgia del clásico homónimo de Shakespeare o NA META (Sálvese quen poida), dramaturgia de la obra de Thomas Bernhard en el CDG.
Con el grupo de investigación Proyecto Visionarias. Catálogo de Santas Vivas, estrenó La Santa Juana de la Cruz, proyecto escénico estrenado en la Basílica de Nuestra Señora del Camino, León, y representado en diversos espacios de representación no convencionales.
También fundó, junto a Raúl Losánez, la compañía La Otra Arcadia, con la que dirigió Esta divina prisión y Prisiones del Alma (una versión adaptada de "teatro confinado" de Esta divina prisión), Vano fantasma de niebla y luz, espectáculo con textos de Gustavo Adolfo Bécquer, y Me trataste con olvido (Clásicas en rebeldía), con textos de autoras femeninas del Renacimiento y el Barroco.
Participó también en proyectos de otros creadores, como la compañía Matarile de Ana Vallés, el laboratorio teatral CMP La Lavadora o Becuadro Teatro, y realizó la dirección escénica de la zarzuela Los Locos, en el Auditorio Nacional de Música.
Actualmente es directora de la revista Acotaciones, la Biblioteca Temática RESAD y la serie Contemporáneos RESAD, con la que defiende la difusión del patrimonio cultural que se encuentra en los márgenes y la difusión de éste, con una mirada feminista y decolonial. En la serie Contemporáneos se traducen y difunden obras de autores teatrales vivos no tan conocidos o traducidos en la península como Tiago Rodrigues, Lourdes Ortiz, Caryl Churchill o Marie NDiaye. Es también cofundadora del Grupo de Investigación de Feminismos y Estudios de Género (RESAD) y fundadora y coorganizadora de las Jornadas de Teatro y Feminismos RESAD.
Fue vicepresidenta de la Asociación Internacional de Teatro Siglo 21 durante los años 2018-2022 y presidenta del año 2022 al 2025. Esta asociación está centrada en aunar la investigación teatral contemporánea con la creación.
- Asombros y encantos: La escenificación de la comedia de magia española del siglo XVIII.[7]
- LIBRO DE LUMBRES. En compañía de Juana de la Cruz. [8]

1. ↑  es o no es (27 de mayo de 2024), Magia y espiritualidad en el teatro: Entrevista a Ana Contreras, consultado el 8 de mayo de 2025.
2. ↑  Contreras Elvira, Ana María (21 de octubre de 2016). La puesta en escena de la serie de comedias de magia "Cuando hay falta de hechiceros lo quieren ser los gallegos" y "Asombro de Salamanca" (1741-1775), de Nicolás González Martínez. Consultado el 11 de mayo de 2025.
3. ↑  «Equipo editorial | ACOTACIONES. Investigación y Creación Teatral». www.resad.com. Consultado el 8 de mayo de 2025.
4. ↑  «Departamento de Publicaciones| RESAD | Colección Biblioteca Temática». www.resad.es. Consultado el 8 de mayo de 2025.
5. ↑  «Hilda / Los mayores - Marie NDiaye». Ediciones Antígona. Consultado el 8 de mayo de 2025.
6. ↑  «Programa de las XII JORNADAS DE TEATRO Y FEMINISMOS».
7. ↑  «Editorial Fundamentos: libros para pensar, libros para vivir - Catálogo». www.editorialfundamentos.es. Consultado el 8 de mayo de 2025.
8. ↑  «LIBRO DE LUMBRES. En compañía de Juana de la Cruz». Página web de husoeditorial. Consultado el 11 de mayo de 2025.

- Ficha de socia de la ADE
- Página web de la compañía La Otra Arcadia
- Página web de la Asociación Internacional de Teatro Siglo 21

- Datos: Q122044873
- Multimedia: Ana Contreras / Q122044873